# Franciszek Kwidziński
Franciszek Kwidziński (ur. 21 lipca 1935, zm. 30 czerwca 2019) – polski regionalista i działacz kulturalny, wieloletni kierownik Regionalnego Zespołu Pieśni i Tańca „Kaszuby”, Honorowy Obywatel Kartuz.

## Życiorys
Od 1952 (lub od 1950) był członkiem Regionalnego Zespołu Pieśni i Tańca „Kaszuby”, zaś od 1961 aż do śmierci piastował funkcję jego kierownika, jednocześnie od 1985 pełniąc również w Zespole funkcję instruktora tańca. Był autorem scenariuszy widowisk wchodzących w skład repertuaru Zespołu, a także jego kroniki dokumentującej bogatą działalność (kilka tysięcy występów krajowych i około stu zagranicznych). Jako znany propagator kultury kaszubskiej współpracował również z innymi zespołami. Był autorem książki pt. Kaszubskie stroje ludowe oraz aktywnym działaczem Zrzeszenia Kaszubsko-Pomorskiego. W 1997 roku Klub Studencki Pomorania przyznał Kwidzińskiemu Medal Stolema.
W 2011 został pierwszą osobą uhonorowaną tytułem Honorowego Obywatela Kartuz z rąk ówczesnej burmistrz Mirosławy Lehman.
Zmarł w 2019. Został pochowany na cmentarzu przy parafii Wniebowzięcia Najświętszej Maryi Panny w Kartuzach.